# Adad-nirari II
Adad-nirari II (akad. Adad-nērārī, w transliteracji z pisma klinowego zapisywane (m)dIM-ERIM.GABA, (m)(d)10-ERIM.GABA; tłum. „Adad jest moją pomocą”) – król Asyrii w latach 911-891 p.n.e., syn i następca Aszur-dana II, ojciec Tukulti-Ninurty II, dziad Aszurnasirpala II; eponim (limmu) w roku 910 p.n.e.; według Asyryjskiej listy królów panować miał przez 21 lat.
Wstąpił na tron w momencie, gdy Asyria była ograniczona zaledwie do rdzennych ziem w dorzeczu Tygrysu i Małego Zabu. Do miast asyryjskich od zachodu zaczęli docierać w swoich wyprawach Aramejczycy, natomiast od wschodu otaczały kraj wrogie ludy z gór Zagros. Adad-nirari II rozpoczął wojnę z plemionami aramejskimi. Wyparł je z doliny Tygrysu oraz wzgórz Kasziari (na północ od Nasibiny). Następnie podążył w kierunku Al Dżaziry, gdzie zburzył albo na nowo ufortyfikował miasta, które niegdyś wydarto bogu Aszurowi. Zorganizował wyprawę w rejon gór Zagros, w rejon dzisiejszego Kurdystanu.
Stoczył dwie zwycięskie wojny z babilońskim królem Szamasz-mudammiqiem, które powiększyły asyryjski stan posiadania o ziemie na wschód od Eufratu oraz o dwa miasta graniczne Hit i Zanku. Kolejna kampania przeciwko królowi Babilonii Nabu-szuma-ukinowi I zakończyła się zawarciem porozumienia gwarantującego pokój między obu państwami na okres co najmniej 80 lat. Każdy z sygnatariuszy porozumienia poślubił córkę drugiego, aby przypieczętować zawarte porozumienie.
Podbił kraj Hanigalbat, będący spadkobiercą królestwa Mitanni. Zapewnił również Asyrii zaopatrzenie w surowce.